# Sadruddin Aga Khan

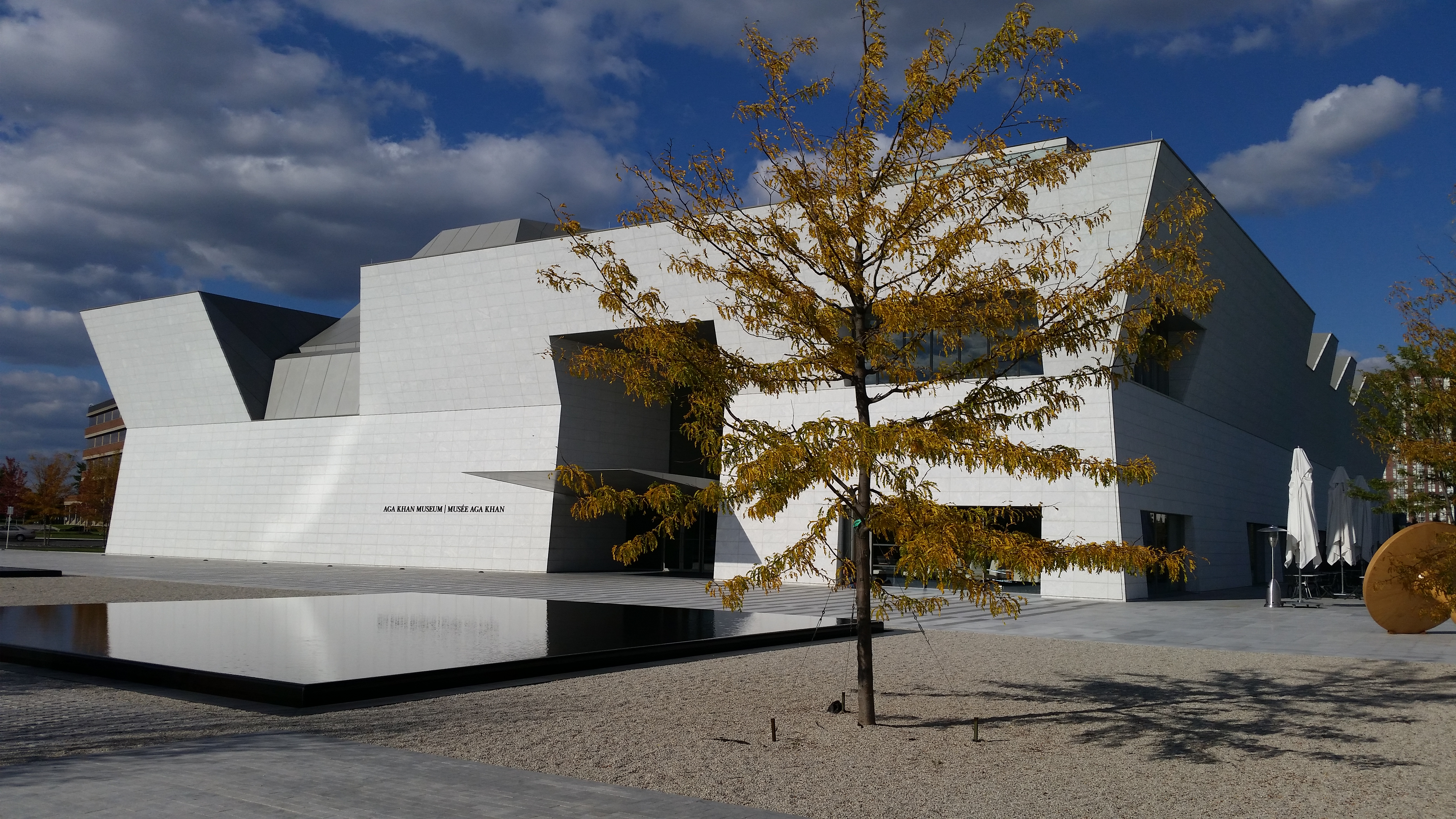
Aga Khan Museum

Sadruddin Aga Khan KBE (Neuilly-sur-Seine, 17 januari 1933 – Boston, 12 mei 2003) was een Iraans VN-functionaris en hoge commissaris voor de Vluchtelingen.

## Carrière
In 1957 begon zijn carrière bij de Verenigde Naties. 

Sinds 1978 functioneerde hij als speciaal adviseur en speciaal rapporteur van de VN-commissie voor Mensenrechten. Daarnaast was hij vicevoorzitter van de Onafhankelijke Commissie voor Internationale humanitaire kwesties. Daarna was Sadruddin Aga Khan werkzaam als coördinator van de Verenigde Naties humanitaire en economische hulp. Van 1965 tot 1977 was hij hoge commissaris voor de Vluchtelingen. In 1990 werd hij benoemd tot vertegenwoordiger van de secretaris generaal van de Verenigde Naties voor humanitaire bijstand.

## Persoonlijk
Prins Sadruddin Aga Khan werd geboren als enige zoon van sultan Mahomed Shah Aga Khan en zijn tweede echtgenote prinses Andrée Aga Khan. Hij groeide op in Lausanne. Na het voltooien van een postdoctoraal onderzoek aan de Harvard-universiteit trouwde prins Sadruddin op 27 augustus 1957 met Nina Dyer. Dat huwelijk bleef kinderloos. Ze gingen in 1960 uit elkaar en scheidden in 1962.
In 1962 liet hij een chalet in Gstaad bouwen. Hij verkocht het chalet in 1984 aan Robert Speth, die er restaurant Chesery opende. Hij had ook een huis in Patmos.

In november 1972 hertrouwde hij met de Egyptische prinses Catherine Aleya Beriketti Sursock, die uit haar huwelijk met Cyril Sursock reeds drie zonen had: Alexandre, Marc en Nicolas Sursock.

## Zijn overlijden
Aga Khan overleed op 70-jarige leeftijd op 12 mei 2003, precies 43 jaar na het overlijden van zijn halfbroer prins Aly Khan, voormalig Pakistaans ambassadeur bij de Verenigde Naties. Zijn begrafenis was in Collonge-Bellerive, Zwitserland, en werd alleen bijgewoond door familieleden. Op een later tijdstip werden de stoffelijke resten naar Aswan (Egypte) gebracht waar hij ook een huis had. Op 28 oktober 2003 werd door de Verenigde Naties een herdenkingsdienst in New York gehouden.  
Zijn kunstcollectie bestaat uit ongeveer 1000 objecten en is ondergebracht in het Aga Khan Museum in Toronto.

## Onderscheidingen
- Knight Commander of the Order of the British Empire (KBE)
- Mensenrechtenprijs van de Verenigde Naties, 1978
- Orde van de Nijl
- Bourgeois d'Honneur de Genève
- Commandeur van het Legioen van Eer (Frankrijk)
- Knight Commander of the Order of St. Sylvester (KCSS) van de Heilige Stoel
- Ereburger van Patmos

- Bibsys: 90897140
- Biblioteca Nacional de España: XX4776450
- Bibliothèque nationale de France: cb12182959w (data)
- Gemeinsame Normdatei: 124894666
- International Standard Name Identifier: 0000 0001 2124 1952
- Library of Congress Control Number: n78075292
- Nationale Bibliotheek van Tsjechië: xx0221545
- Nationale bibliotheek van Australië: 35749676
- Nationale Bibliotheek van Israël: 987007273673605171
- Nederlandse Thesaurus van Auteursnamen: 071549153
- Réseau des bibliothèques de Suisse occidentale: 02-A002910572
- RKD-Nederlands Instituut voor Kunstgeschiedenis: 438725
- LIBRIS: 175670
- SNAC: w6h13dzg
- Système universitaire de documentation: 027906191
- Trove: 1070149
- Union List of Artist Names: 500697974
- Virtual International Authority File: 23404131
- WorldCat: E39PBJtCGGH33dDQ6gpCJMpF8C